# Murilo Oliveira de Freitas
Murilo Oliveira de Freitas (São José do Rio Preto, 12 maggio 1996) è un calciatore brasiliano, attaccante del Primavera.

## Caratteristiche tecniche
È un'ala sinistra.

## Carriera
Cresciuto nelle giovanili del Mirassol, ha esordito il 19 luglio 2015 in occasione del match di Copa Paulista pareggiato 0-0 contro il Penapolense.

## Statistiche

### Presenze e reti nei club
Statistiche aggiornate al 22 agosto 2018.
| Stagione        | Squadra         | Campionato      | Campionato | Campionato | Coppe nazionali | Coppe nazionali | Coppe nazionali | Coppe continentali | Coppe continentali | Coppe continentali | Altre coppe | Altre coppe | Altre coppe | Totale | Totale | Totale |
| Stagione        | Squadra         | Comp            | Pres       | Reti       | Comp            | Pres            | Reti            | Comp               | Pres               | Reti               | Comp        | Pres        | Reti        | Pres   | Reti   |        |
| --------------- | --------------- | --------------- | ---------- | ---------- | --------------- | --------------- | --------------- | ------------------ | ------------------ | ------------------ | ----------- | ----------- | ----------- | ------ | ------ | ------ |
| 2015            | Mirassol        | A2/SP           | 0          | 0          | CB              | 0               | 0               |                    | -                  | -                  | CP          | 13          | 3           | 13     | 3      |        |
| 2016            | Mirassol        | A2/SP           | 16         | 0          | CB              | 0               | 0               |                    | -                  | -                  |             | -           | -           | 16     | 0      |        |
| 2016-2017       | Tondela         | PL              | 21         | 1          | CP+CdL          | 0               | 0               |                    | -                  | -                  |             | -           | -           | 21     | 1      |        |
| 2017-2018       | Tondela         | PL              | 23         | 7          | CP+CdL          | 0+1             | 0               |                    | -                  | -                  |             | -           | -           | 24     | 7      |        |
| Totale Tondela  | Totale Tondela  | Totale Tondela  | 44         | 8          |                 | 1               | 0               |                    | -                  | -                  |             | -           | -           | 45     | 8      |        |
| Totale carriera | Totale carriera | Totale carriera | 60         | 8          |                 | 1               | 0               |                    | -                  | -                  |             | 13          | 3           | 74     | 11     |        |

## Palmarès

### Club

#### Competizioni nazionali
- Segunda Liga: 1

Estoril Praia: 2020-2021